# Copenhagen Sprint
Copenhagen Sprint – jednodniowy wyścig kolarski w Kopenhadzie, w Danii. Odbywa się co roku w czerwcu. Należy do cyklu UCI World Tour.
Wyścig odbył się po raz pierwszy w 2025. Pierwszym zwycięzcą został Belg Jordi Meeus.

## Zwycięzcy
| Rok  | Pierwsze    | Drugie        | Trzecie           |
| ---- | ----------- | ------------- | ----------------- |
| 2025 | Jordi Meeus | Alexis Renard | Émilien Jeannière |
| 2026 |             |               |                   |